# Dubští z Třebomyslic
Dubští z Třebomyslic jsou původní český vladycký rod, který později přesídlil na Moravu, kde získal hraběcí titul. Pocházejí z Třebomyslic u Horažďovic, nazývají se podle statku Dub u Prachatic na Prácheňsku.

## Historie

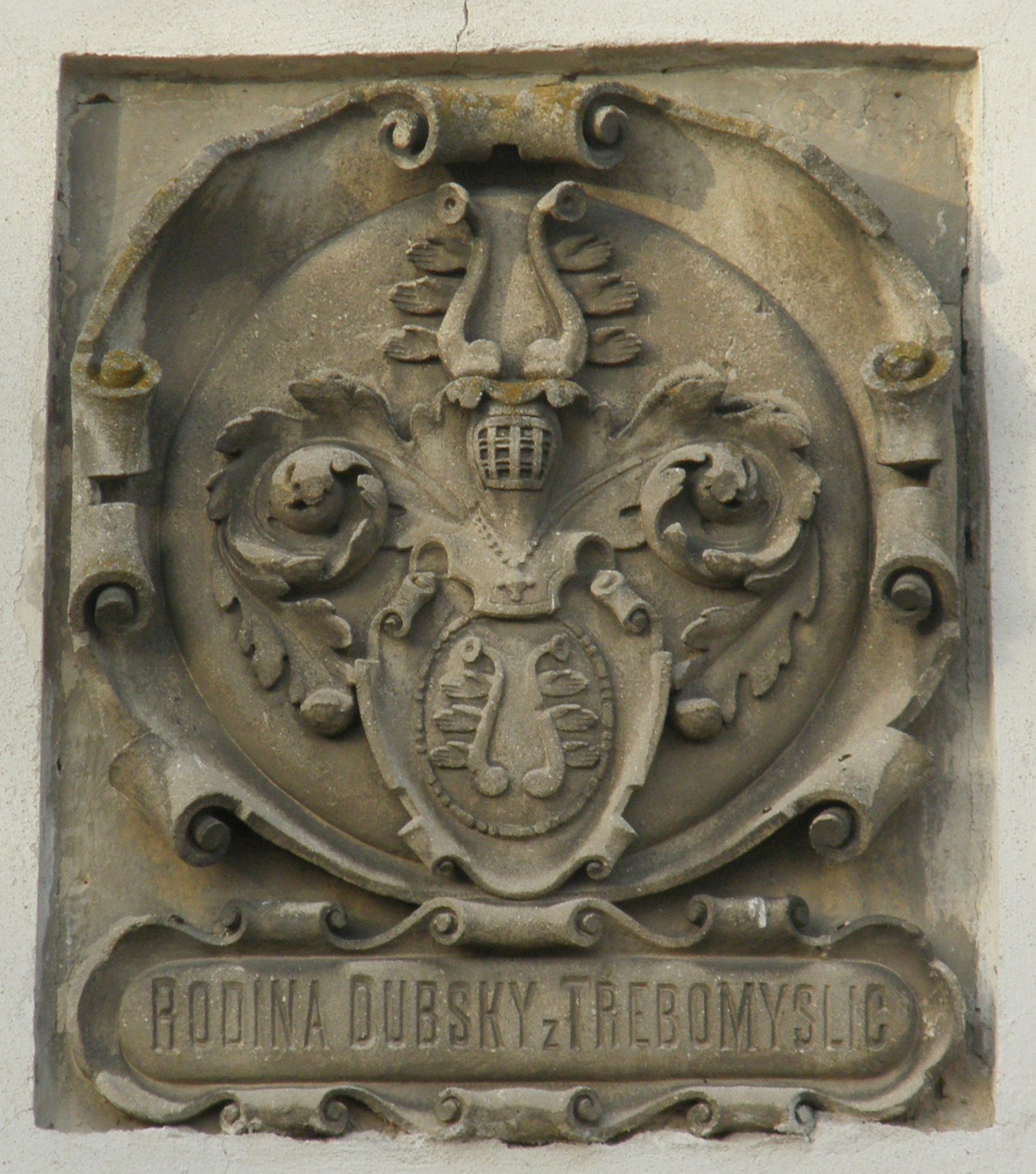
Erb na pohřební kapli v Lysicích

Prvním známým předkem se stal Oldřich z Třebomyslic, který zemřel koncem 14. století. Teprve Beneš z Třebomyslic roku 1509 koupil od prachatických měšťanů část statku Dub a poprvé se tak objevuje současná podoba jména. Beneš zplodil čtyři syny a dcery, z tohoto pokolení se uchytila v řadách české šlechty jedna linie rodu, a to potomci Jana Dubského. Jan Dubský (1524–1570) měl 4 syny, z nichž dva, Vilém a Petr, přišli na Moravu.
Vilém Dubský z Třebomyslic (1548–1626), Janův syn, se koncem 16. století přestěhoval na Moravu, zde si také našel manželku – Johanku, dceru Jana Vranovského z Vranova a na Rudolci, která ovšem zemřela již roku 1584. Jeho druhou manželkou se stala Kateřina Zahrádecká ze Zahrádek.
Díky podnikavosti a píli se Vilém domohl značného majetku. Již v roce 1585 (1587) koupil od Jana a Maxmiliána z Pernštejna za 18 000 zlatých celé panství Nové Město (na Moravě), roku 1603 od Petra a Jana Katarýnů z Kataru panství Jimramov a Dalečín. Roku 1605 své panství zvětšil nákupem statku Řečkovic od Aleny, Jiřího, Johanky, Kateřiny, Václava a Zuzany Pfeferkornů z Otopachu. Kolem roku 1610 už patřil k nejzámožnějším feudálním pánům na Moravě.
Jeho schopnosti jej dovedly k předním zemským úřadům, jmenovitě 1607 k funkci nejvyššího hofrychtéře moravského a císařského rady. Císař Rudolf jej v pondělí po sv. Tomáši (23. prosince) roku 1608 povýšil dědičně do baronského stavu.
Účastnil se stavovského povstání, po Bílé hoře se celé jeho obrovské jmění rozplynulo v neúprosných konfiskacích.
Jan Dubský z Třebomyslic byl Vilémův syn a správce Jimramova. Jeho manželkou byla Alina Zoubková ze Zdětína.
V 18. století se rod rozdělil do tří linii. Prostřední baronská vymřela v 19. století, mladší hraběcí linie (povýšená roku 1834) držela statek Zdislavice a později také Hoštice a Žádlovice. Pocházela z ní spisovatelka Marie Ebner von Eschenbach (1830–1916) nebo její bratr významný diplomat Viktor Dubský (1834–1915).
Nejstarší hraběcí linie vlastnila panství Lysice, získané sňatkem Františka Dubského (1749–1812) s Antonií Piati (1773–1843). Do hraběcího stavu byl František povýšen roku 1810. Posledním mužským členem této rodové linie byl hrabě Albrecht Dubský (1882–1962).
Dnes žijí pouze příslušníci linie zdislavické, a to v Německu a Rakousku.

## Významní členové rodu

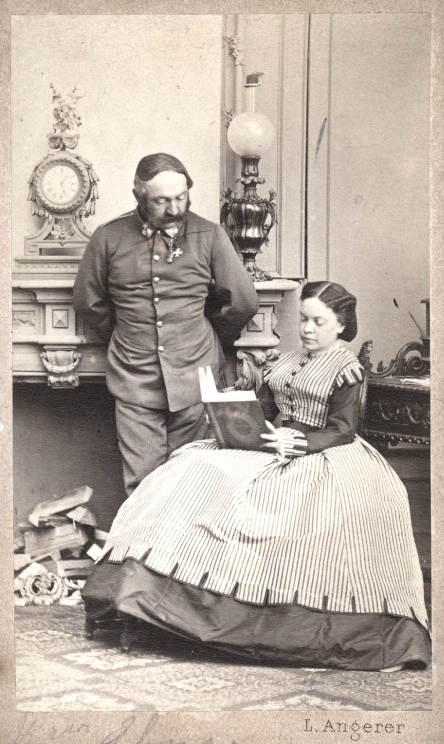
Marie von Ebner-Eschenbach

- Ferdinand Leopold Dubský z Třebomyslic  (1647/50–1721) se stal velkopřevorem maltézského řádu a zemským místodržícím.
- Karel Zikmund Dubský z Třebomyslic (1681–1744) byl velitelem portášského sboru v letech 1735 – 1740/1741.
- Emanuel Dubský z Třebomyslic (1806–1881), moravský zemský hejtman v letech 1861–1870, majitel panství Lysice a statku Drnovice
- Matylda Dubská z Třebomyslic (1808–1887), manželka Emanuela Dubského, zakladatelka Dětské nemocnice v Brně
- Marie von Ebner-Eschenbachová (1830–1916) byla rakouská spisovatelka píšící v českých zemích
- Adolf Dubský z Třebomyslic (1833–1911), poslanec moravského zemského sněmu a Říšské rady, doživotní člen Panské sněmovny
- Viktor Dubský z Třebomyslic (1834–1915), rakousko-uherský generál a diplomat, velvyslanec ve Španělsku
- Quido Dubský z Třebomyslic (1835–1907), poslanec Moravského zemského sněmu a Říšské rady
- Erwin Dubský (1836–1909) fregatní kapitán, cestovatel, sběratel
- Viktor František Dubský z Třebomyslic (1868–1932), rakousko-uherský diplomat, majitel velkostatku Zdislavice
- Adolf Osvald Dubský z Třebomyslic (1878–1953), rakousko-uherský diplomat, majitel velkostatku Žádlovice
- Albrecht Dubský z Třebomyslic (1882–1962), poslanec Moravského zemského sněmu, poslední majitel velkostatku Lysice

I další členové rodu vykonávali důležité zemské i říšské funkce. Drželi mimo jiné Slavětice, Biskupice, Drnovice, Lysice; druhá větev získala Hoštice, Lebedov, Zdislavice a další panství. Ze tří pozdějších větví jedna setrvala ve stavu svobodných pánů, další dvě se v 19. století staly hraběcími.

## Erb

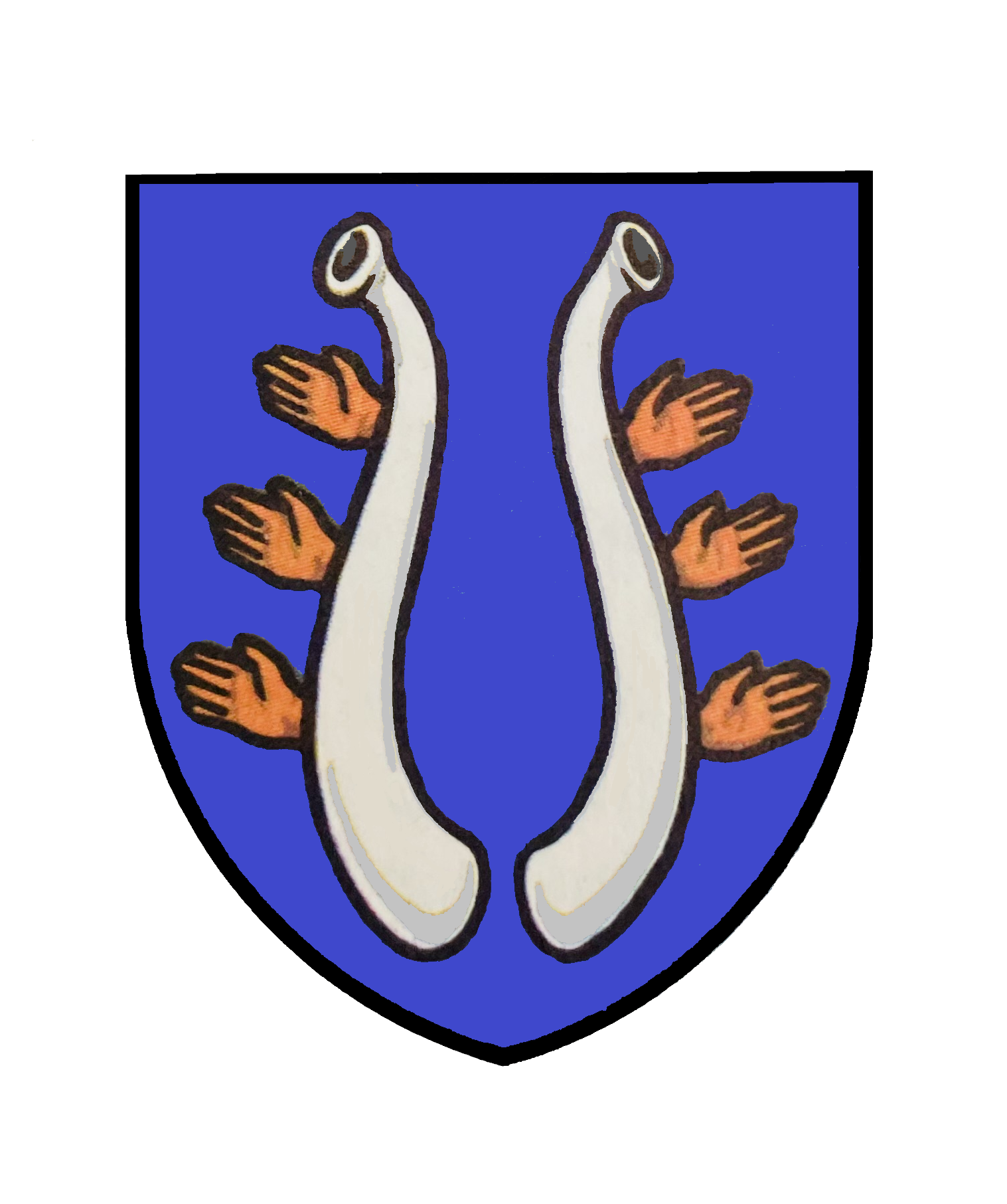
Rodový erb

Zachovali si původní erb, v němž se na modrém štítu nacházejí dva stříbrné odvrácené buvolí rohy, z nichž vyrůstají na vnější straně tři páry lidských rukou přirozené barvy.

## Příbuzenstvo
Příbuzenskými svazky se Dubští spojili s Kolovraty, Colloredy, Kinskými, Žerotíny, Příchovskými, Švábenskými a dalšími rody.